# Куапо

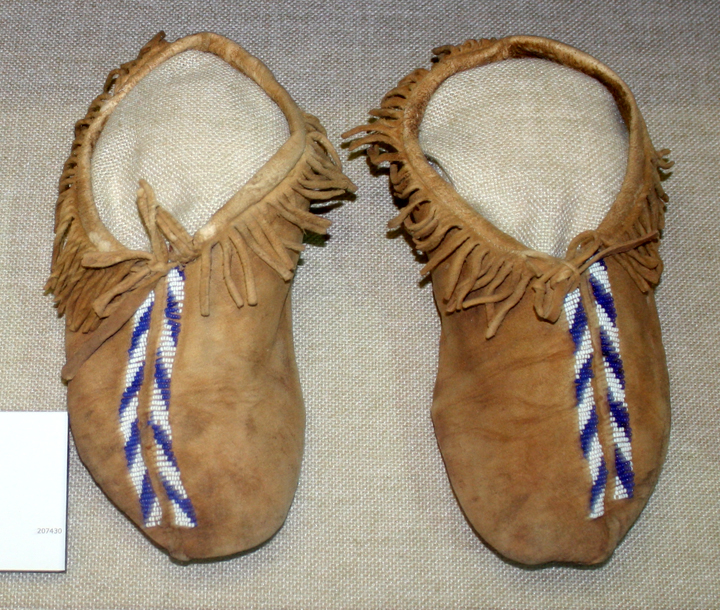
Мокасины куапо, 1900 г.

Куапо, самоназвание Ugahxpa, в английской транслитерации Quapaw, на языке алгонкинов арканзас — индейское племя, формально существующее до настоящего времени как зарегистрированное племя со своей резервацией в округе Оттава, штат Оклахома, однако утратившее свой язык и культуру, численность 1,2 тыс. человек. Язык куапо относится к ветви Дегиха (Dhegiha) сиуанских языков. Язык куапо был хорошо задокументирован в XIX в. в полевых заметках лингвиста Джеймса Оуэна Дорси, и в 1970-е гг. лингвистом Робертом Рэнкином.
Куапо предположительно были племенем пакаха, которое встретил в XVI в. Эрнандо де Сото.